# Vrci
Vrci su naseljeno mjesto u općini Konjic, Federacija Bosne i Hercegovine, BiH.

## Zemljopis
Nalaze se na području istočnog Klisa na desnoj obali Neretve, od 1954. Jablaničkog jezera. Kroz selo teče Vrčanski potok koji ljeti presuši. Vrci su siromašni izvorima vode. Malo je šume, a zemljišta pogodnog za strojnom obradom nema pa se za obradu koristilo volove i konji te pred Domovinskim rat freze.
Do Vrca se dolazi od Konjica asfaltnom cestom preko Pokojišta. Put je 15 km. Nakon što u promet bude pušten most Ante Dragića koji se gradi preko Jablaničkog jezera na potezu Čelebići-Zavratnice, put će biti kraći za 5 km.
Naselje pripada župi Obri. Nalazi se na području istočnog Klisa na desnoj obali Jablaničkog jezera omeđeno selima: Lisičići, Donji i Gornji Nevizdraci, Treboje, Strgonice, Grabovci i Hondići, uglavnom muslimanska. Tu je i selo Rajiči. Vrce čine zaseoci: Antin Dolac, Barakovići, Čolopeci, Dol, Grebac, Jezero, Kale, Požanj, Skukrica i Zagaje, koji su naseljeni 100 % Hrvatima te Memidžani naseljeni 100 % Muslimanima.

## Stanovništvo

### 1991.
Nacionalni sastav stanovništva 1991. godine, bio je sljedeći:
ukupno: 237
- Hrvati – 134
- Muslimani – 103

### 2013.
Nacionalni sastav stanovništva 2013. godine, bio je sljedeći:
ukupno: 109
- Bošnjaci – 105
- Hrvati – 3
- ostali, neopredijeljeni i nepoznato – 1

## Povijest
Od 1244. do 1820. godine pripadali su župi Neretvi. Župa Neretva se prvo prostirala područjem Zahumlja, kasnije Podgorja. Vrci su od 1820. do 1919. pripadali župi Podhumu i do 1954. župi Ostrošcu, a nakon toga župi Obrima. U Vrcima je bio franjevački samostan i crkva sv. Mihovila. Zapise o njemu ostavio je fra Marijan Bogdanović u Ljetopisu Kreševskog samostana. Izvorni Vrci bili su u zaselku Jezeru.

## Vanjske poveznice
- Satelitska snimka  Arhivirana inačica izvorne stranice od 22. ožujka 2021. (Wayback Machine)